# Władysław Raginis
Władysław Raginis (27. lipnja 1908. – 10. rujna 1939.), poljski nacionalni junak i vojni zapovjednik tijekom Poljskog obrambenog rata 1939. Zapovijedao je poljskim trupama u obrani u bitci za Wiznu.
Raginis je rođen u Dźwińsku, Rusija, danas Daugavpils u Latviji. Nakon što je završio gimnaziju pohađa vojnu dočasničku i pješačku časničku akademiju. Nakon što je diplomirao 15. srpnja 1930., ulazi u službu pod 76. pješačku pukovniju sa stožerom u Grodnu, gdje je bio zapovjednik voda. Unaprijeđen je u čin poručnika, zatim u satnika, te raspoređen u redove elitni Korpus granične obrane (KOP), pukovnija "Sarny", gdje je zapovijedao strojničarskoj satniji.
Nakon što je Poljska ušla u Drugi svjetski rat njegova jedinica ulazi u Wizansko utvrđeno područje gdje preuzima zapovjedništvo nad svim poljskim vojnicima u toj regiji od 2. rujna do 7. rujna, a broj vojnika kojima je raspolagao imao je 720 vojnika. Tih 720 vojnika biva napadnuto s 42.000 njemačkih vojnika pod zapovjedništvom briljantnog generala Heinza Guderiana. Da bi podigao moral svojih vojnika Raginis je obećao da položaj neće živ napuštati.
Obrana Wizne trajala je čak tri dana, iako su poljski vojnici bili brojčano nadjačani. 10. rujna 1939. sklonište kojim je zapovijedao Raginis bilo je zadnje koje je pružalo otpor. Iako je bio teško ranjen Raginis je nastavio zapovijedati nad svojim vojnicima. U podne, general Guderian je dao ultimatum da će likvidirati sve poljske ratne zarobljenike ako se Raginisovo sklonište ne preda. Raginis je odlučio prekinuti otpor i raznio se granatom.
Njegov simboličan grob napravljen je kraj bunkera gdje je poginuo. Lokalna osnovna škola nosi ime po njemu, te također nekoliko ulica u Poljskoj. 30. svibnja 1970. Raginis je posmrtno odlikovan medaljom Virtuti Militari.